# Sport-Verein Werder von 1899
Lo Sport Verein Werder von 1899, meglio noto come Werder Brema, oppure semplicemente Werder, è una società calcistica tedesca con sede nella città di Brema. Milita in Bundesliga, la massima serie del campionato tedesco di calcio, in cui ha preso parte alla maggior parte delle edizioni.
I colori sociali della squadra sono il verde e il bianco, talvolta con alcune aggiunte di arancione, soprattutto in alcune maglie degli anni duemila. Logo è la lettera W in richiamo al nome Werder della squadra, inserito in uno scudo a forma di rombo dal colore verde.
Insieme al Bayern è la squadra che ha disputato il maggior numero di stagioni in Bundesliga, intesa come il torneo iniziato nel 1963-64 e di cui la federazione calcistica tedesca riconosce la validità. Dal 1924 disputa le partite interne al Weserstadion, impianto da circa 42000 posti rinnovato più volte nel corso dei decenni per adeguarlo alle varie normative di sicurezza e comodità del pubblico.
Il club è stato fondato il 4 febbraio 1899 con il nome di Fußballverein Werder da un gruppo di studenti sedicenni che vinse un corposo premio sportivo. Il nome deriva dalla parola dialettale, tra l'altro poco utilizzata, Werder, che in italiano vuol dire "isolotto sul fiume", con riferimento al campo situato in un isolotto sul fiume Weser, terreno su cui giocarono per la prima volta i ragazzi.
Nel novero delle squadre storiche tedesche per palmares e tradizione, il Werder vanta una bacheca di tutto rispetto e ha da sempre tra le proprie fila giocatori di rilievo tedeschi e stranieri, facenti parte spesso anche del giro delle varie nazionali. Nella propria bacheca il Werder vanta 4 campionati tedeschi, 6 Coppe di Germania, 3 Supercoppe di Germania e una Coppa di Lega tedesca in ambito nazionale; mentre in campo continentale, dove può vantare numerose partecipazioni alle coppe europee, ha vinto una Coppa delle Coppe e una Coppa Intertoto. Da segnalare a livello europeo anche una finale persa di Coppa Uefa, nell'ultima edizione del torneo prima del cambio di format e nome in Europa League.
Vive un'accesa rivalità con l'Amburgo, causa la vicinanza geografica delle due squadre, contro cui disputa il derby del nord del calcio tedesco.

## Storia

### Dalla nascita al 1981

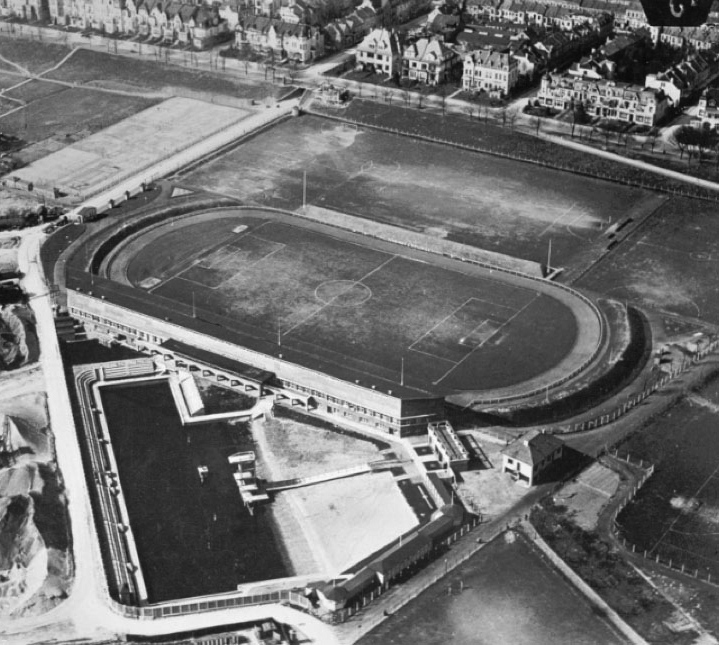
Il Weserstadion nel 1928.

Il club viene fondato il 4 febbraio 1899 con il nome di Fußballverein Werder, iniziando subito a giocare in diversi tornei locali. Dopo la fine della prima guerra mondiale inizia ad incorporare anche altri sport, così nel 1920 viene rinominato in Sport-Verein Werder Bremen; intanto ha già iniziato a giocare nel Weserstadion.
Nel 1933 la Germania nazista riorganizza il calcio tedesco: il Werder si ritrova a giocare nella Gauliga Niedersachsen vincendola per tre volte, nel 1934, nel 1936 e nel 1937. Con lo scoppio della seconda guerra mondiale la Niedersachsen viene successivamente frazionata, e i biancoverdi riportano qui un'altra vittoria nel 1942: in questo caso riescono però ad arrivare ai quarti di finale della fase nazionale, dove sono sconfitti dal Kickers Offenbach. Militano in squadra anche Hans Tibulski e Matthias Heidemann, quest'ultimo il primo giocatore del club ad essere convocato nella Nazionale.
Nel dopoguerra la Germania si ritrova occupata: il 10 novembre 1945 il club viene sciolto, per poi venire rifondato l'anno seguente come SV Grün-Weiß 1899 Bremen. Una nuova riforma del calcio tedesco porta i biancoverdi a giocare nell'Oberliga Nord: questo torneo viene quasi sempre vinto dai rivali dell'Amburgo, ma il Werder si consola con la vittoria della DFB-Pokal 1960-1961, a cui fa seguito il raggiungimento dei quarti nella Coppa delle Coppe 1961-1962. In questo periodo, in cui molti tesserati del Werder lavorano anche in una fabbrica di tabacco, sono in rosa anche Sepp Piontek e Arnold Schütz.
Le buone prestazioni nella Nord permettono comunque ai biancoverdi di essere uno dei membri fondatori della nascente Bundesliga. Il primo gol nel nuovo torneo viene proprio segnato al Weserstadion, anche se è contro il Werder: è di Timo Konietzka del Borussia Dortmund nella giornata inaugurale dell'edizione 1963-1964. Il titolo arriva già l'anno successivo, con Willi Multhaup in panchina e con Horst-Dieter Höttges, Max Lorenz e Walter Nachtwey in campo. Non è tuttavia particolarmente fortunata l'avventura nella successiva Coppa dei Campioni, che termina agli ottavi; in campionato si registra invece un buon quarto posto.
Le cose cambiano però presto, ma in peggio: negli anni che seguono non vengono infatti raggiunti risultati di rilievo, a parte un secondo posto nel 1968. Emblematica è poi la stagione 1971-1972: viene abbandonata la classica casacca biancoverde in favore di una a strisce verticali bianche e rosse, inoltre vengono ingaggiati anche Willi Neuberger, Herbert Laumen e Werner Weist. Girano anche nomi importanti di possibili acquisti, tuttavia la squadra si classifica in undicesima posizione.
Il Werder retrocede per la prima volta al termine del campionato 1979-1980.

### L'era Rehhagel (1981-1995)

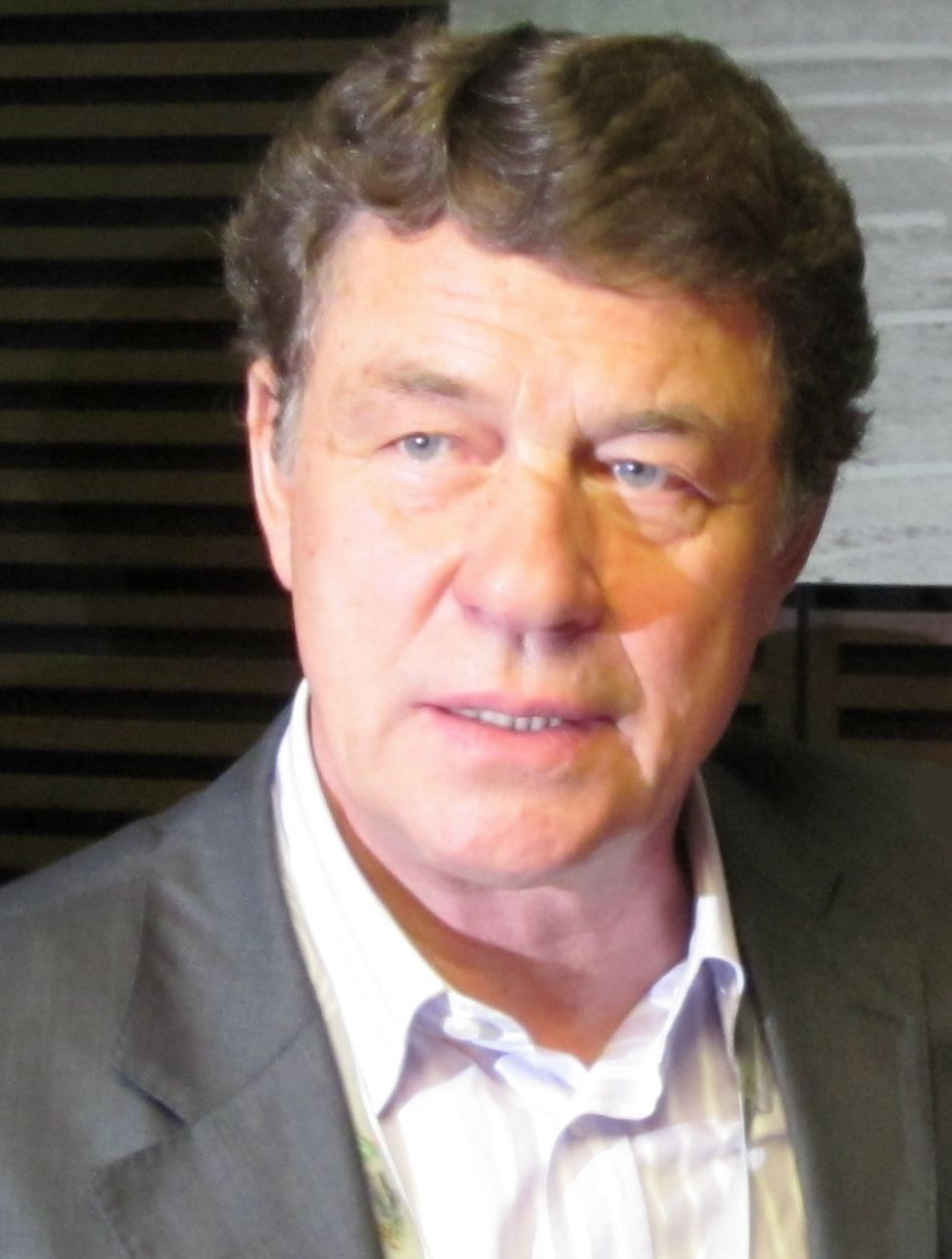
Otto Rehhagel nel 2010.

Il club esordisce così nella 2. Fußball-Bundesliga nella stagione 1980-1981 con Kuno Klötzer in panchina. Viene tuttavia sostituito ad inizio aprile da Otto Rehhagel per motivi di salute e, grazie anche ai ventinove gol di Erwin Kostedde, i biancoverdi tornano prontamente in massima divisione. Il tecnico inizia così a guidare un gruppo nel quale passano nel tempo, tra gli altri, Rudi Völler, Norbert Meier, Frank Ordenewitz, Thomas Schaaf, Jonny Otten, Benno Möhlmann, Manfred Burgsmüller, Frank Neubarth e Dieter Burdenski, e comincia ad invertire la rotta: arriva subito un quinto posto nel 1982, mentre l'anno successivo, nel 1985 e nel 1986 vengono ottenuti altrettanti secondi posto. Tranne che nel secondo caso, però, i biancoverdi arrivano sempre a pari punti con il club campione, prima l'Amburgo e poi Bayern Monaco: sono sfavoriti solo da una differenza reti peggiore. Questi e altri buoni piazzamenti fanno sì che i tedeschi partecipino costantemente alla Coppa UEFA, nella quale non fanno comunque mai molta strada.

Frank Neubarth contro il nei quarti di Coppa UEFA 1987-1988.

La svolta arriva però nella stagione 1987-1988, che vede i biancoverdi conquistare il secondo titolo. Il Werder è comunque anche autore di un buon cammino in Coppa UEFA: qui, dopo aver eliminato anche il Verona, viene sconfitto dal Bayer Leverkusen in semifinale. L'annata successiva si apre con la vittoria della Supercoppa di Germania, poi i tedeschi partecipano alla Coppa dei Campioni: sono però eliminati nei quarti dai futuri campioni del Milan di Arrigo Sacchi. Un'altra buona prova in campo continentale si registra nella Coppa UEFA 1989-1990: dopo aver battuto nettamente anche il Napoli di Diego Armando Maradona campione in carica, il Werder giunge nuovamente in semifinale: ad avere la meglio, solo grazie alla regola dei gol fuori casa, è però la Fiorentina.
Il club torna a sollevare un trofeo nella stagione 1990-1991, la Coppa di Germania: dopo due finali consecutive perse, questa volta ad essere battuto è il Colonia. I tedeschi partecipano così alla Coppa delle Coppe, ed arrivano a giocare la finale di Lisbona. Questa si disputa contro il Monaco di Arsène Wenger: i francesi, nelle cui file figura anche il futuro Pallone d'oro George Weah, vengono battuti per 2-0 grazie alle reti di Klaus Allofs e Wynton Rufer. Persa poi la Supercoppa UEFA contro il Barcellona, i biancoverdi, nei quali militano anche Mario Basler e Andreas Herzog, conquistano però il terzo titolo. Il Werder è successivamente la prima squadra tedesca ad accedere fase a gruppi della nuova Champions League.
Rehhagel lascia il club al termine del campionato di Bundesliga 1994-1995, chiuso al secondo posto, a un solo punto dai campioni del Borussia Dortmund.

### Quadriennio travagliato (1995-1999)
La sostituzione del tecnico è molto travagliata: nelle successive quattro stagioni si avvicendano in panchina altrettanti allenatori, ma il club non riesce ad ottenere risultati di rilievo.

### L'era Schaaf (1999-2013)

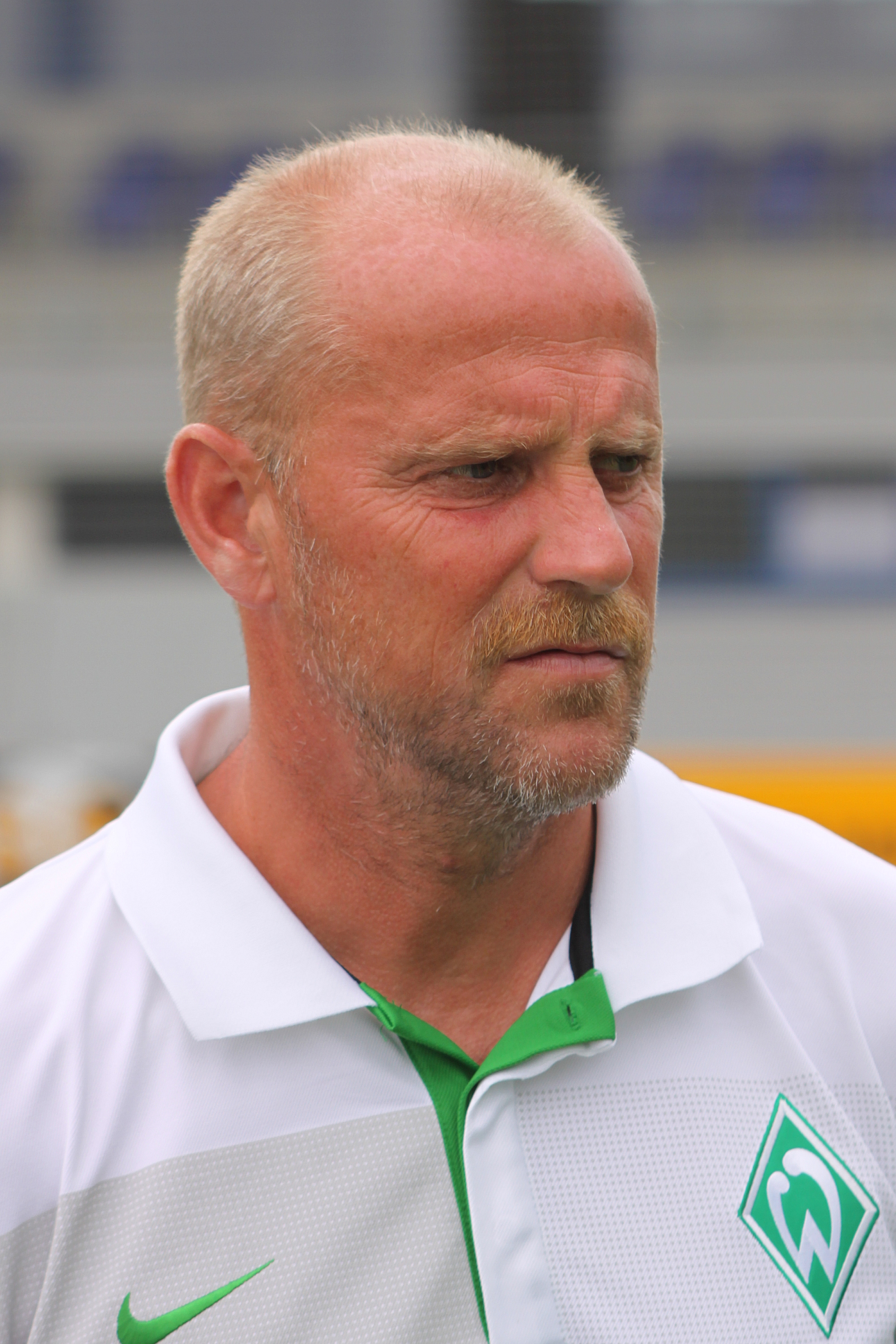
Thomas Schaaf nel 2009.

Un'altra svolta avviene in corsa, durante la stagione 1998-1999: viene infatti assunto Thomas Schaaf, storica bandiera, in sostituzione di Felix Magath. Egli guida i biancoverdi alla salvezza in campionato e, poche settimane dopo, alla vittoria della Coppa di Germania. La squadra raggiunge i quarti nella Coppa UEFA 1999-2000 eliminando anche il Parma ma, pur con uno stile di gioco offensivo, non ottiene subito grandi risultati. Si registrano però le remunerative cessioni di Claudio Pizarro e di Torsten Frings, mentre Marco Bode termina la carriera.

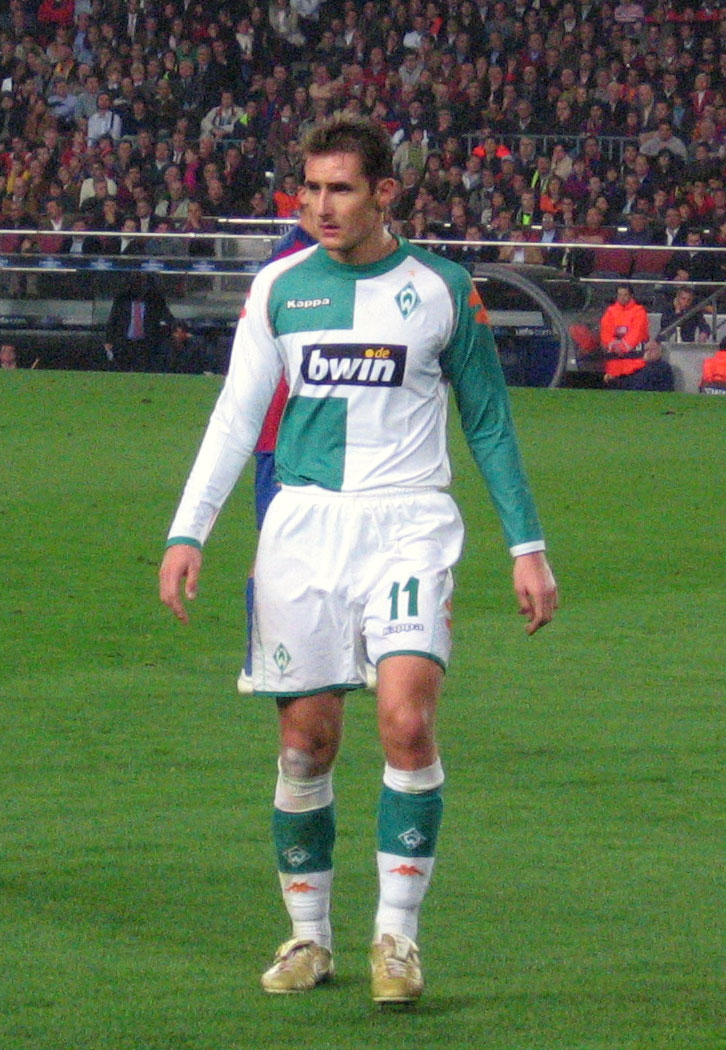
Miroslav Klose, capocannoniere ai Mondiali del 2006 durante la militanza nel Werder.

I biancoverdi tornano al successo nella stagione trionfale 2003-2004, vincendo sia il campionato che la Coppa, centrando quindi un double; tra gli artefici del successo figurano Johan Micoud, Valérien Ismaël, Frank Baumann, Mladen Krstajić, Andreas Reinke, Ivan Klasnić e Ailton. I tedeschi, con Miroslav Klose al posto di Ailton, arrivano poi agli ottavi della successiva Champions League, stesso traguardo raggiunto l'anno seguente: sono qui eliminati prima dall'Olympique Lione, poi dalla Juventus. In estate c'è gloria personale per Klose, che diventa il capocannoniere del Mondiale.
Il Werder acquista poi Diego e Mesut Özil, ma, pur piazzandosi costantemente nelle prime posizioni in Bundesliga, non riesce più a passare la fase a gruppi della Champions League. Prosegue comunque sempre in Coppa UEFA, arrivando a disputare la semifinale nell'edizione 2006-2007, dove viene battuto dall'Espanyol, e, dopo aver eliminato anche Milan, Udinese e Amburgo, la finale nel 2008-2009: a Istanbul è però lo Šachtar a sollevare il trofeo.
Intanto nel club si verificano molti cambiamenti: la squadra si qualifica alla UEFA Champions League 2010-2011 battendo la Sampdoria nei play-off, ma finisce ultima nel girone di prima fase della competizione.
Schaaf lascia la panchina poco prima del termine della stagione 2012-2013, a salvezza ormai matematicamente acquisita: la squadra termina al quattordicesimo posto.

### Lento declino, retrocessione e risalita in massima serie
Negli anni successivi la squadra prosegue con prestazioni lontane da quelle dei tempi migliori e con frequenti cambi di allenatore. È spesso coinvolta nella lotta per non retrocedere e viene eliminata più volte nel primo turno della Coppa di Germania da squadre di categoria inferiore. Claudio Pizarro torna più volte ad indossare la maglia biancoverde, come nella stagione 2015-2016: il Werder ottiene la salvezza solo all'ultima giornata battendo l'Eintracht Francoforte a tempo ormai scaduto. È comunque autore di una buona prova in Coppa approdando alla semifinale, anche se a passare è il Bayern Monaco; la stessa identica situazione nella DFB-Pokal si ripete nell'edizione 2018-2019.
La stagione 2019-2020 comincia, stante la permanenza dell'Amburgo in seconda divisione, con la certezza di essere la squadra con più partecipazioni in assoluto alla Bundesliga. Per la prima volta, però, il Werder deve giocare il play-out in campionato: evitata la retrocessione diretta nell'ultima giornata scavalcando il Fortuna Düsseldorf, i biancoverdi mantengono la categoria superando, grazie alla regola dei gol fuori casa, l'Heidenheim nel doppio confronto. La retrocessione arriva, tuttavia, al termine del campionato 2020-2021: nonostante il ritorno in panchina di Thomas Schaaf per l'ultima partita di campionato, i biancoverdi si fanno scavalcare in classifica all'ultima giornata dal Colonia, terminando al penultimo posto e retrocedendo così in Zweite Bundesliga dopo quarant'anni. La stagione seguente, nonostante un inizio difficile, finisce con il secondo posto, piazzamento che garantisce il ritorno in massima serie dopo un solo anno di assenza.

## Colori e simboli

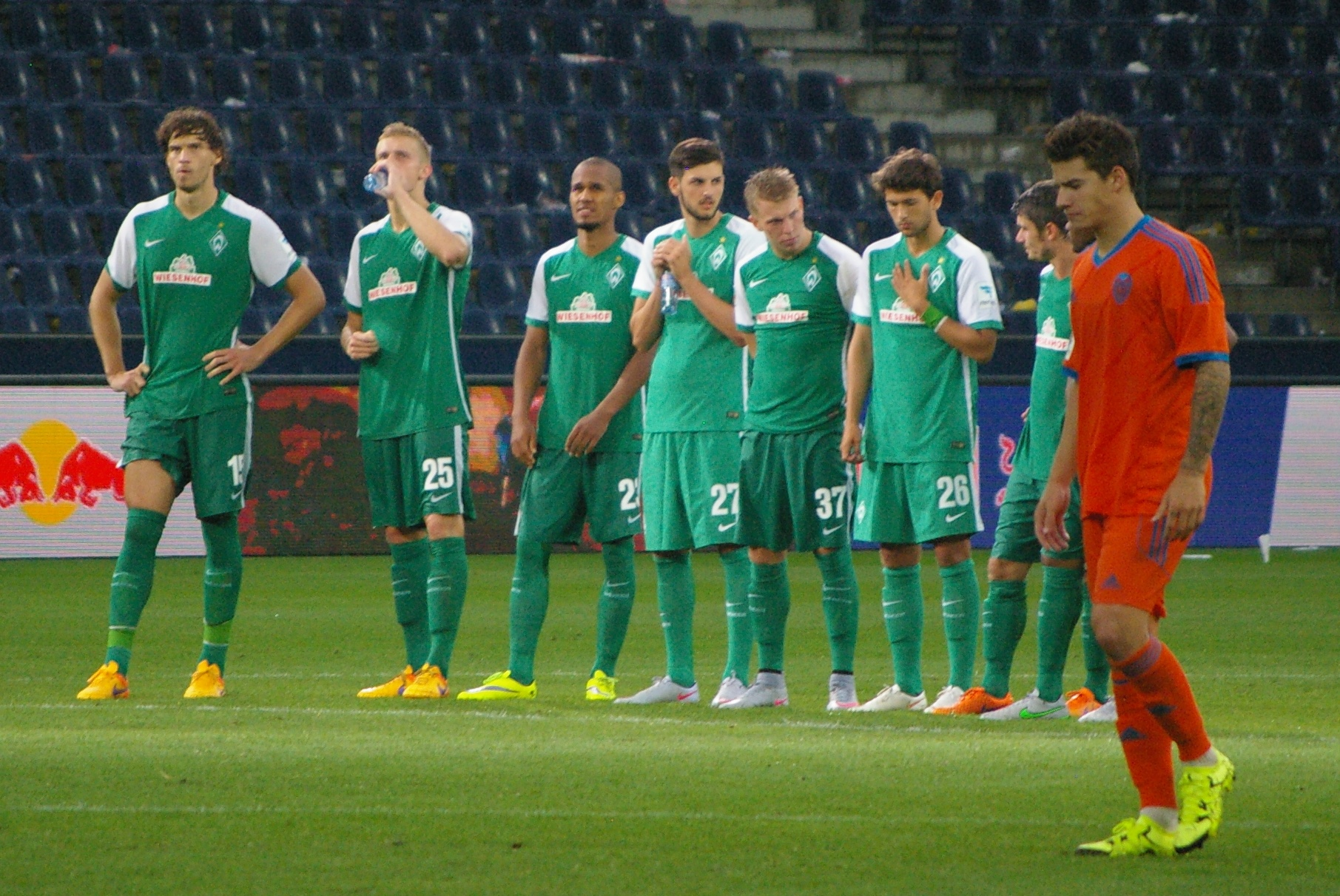
Giocatori del club con la divisa tradizionale.

### Colori
I colori della maglia del Werder Brema sono il verde acqua, il principale, e il bianco, che compare sulle spalle e sulle maniche; in alto a sinistra compare lo stemma del club. Sempre nello stesso verde sono i calzoncini e i calzettoni.

### Simboli ufficiali

#### Stemma
Il simbolo del Werder Brema è composto da un rombo verde bordato di bianco con all'interno una W bianca.

#### Inno
L'inno del club si intitola Lebenslang Grün-Weiß.

## Strutture

### Stadio

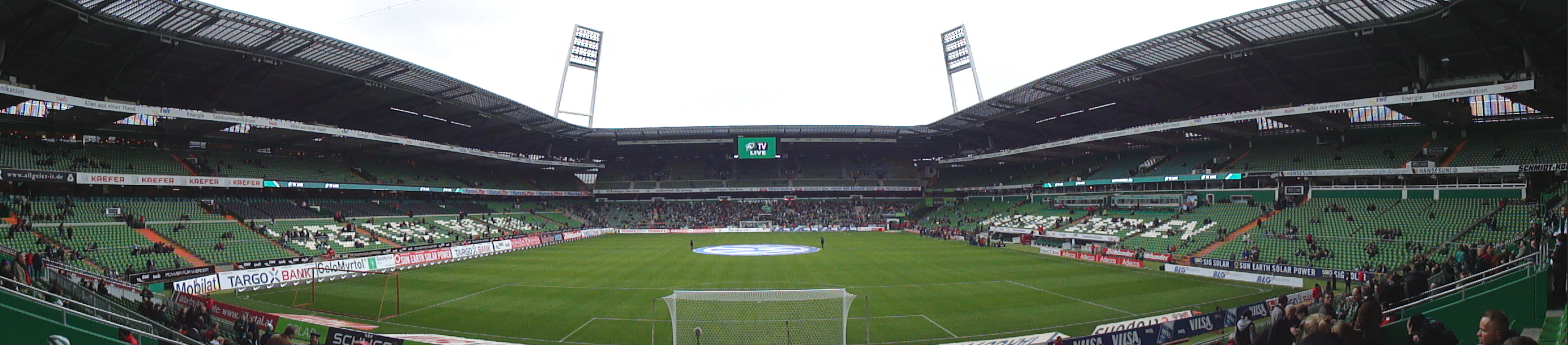
Veduta panoramica del Weserstadion.

Dal 1924 il Werder Brema gioca le partite casalinghe nel Weserstadion, che può contenere fino a 42.500 spettatori; sorge vicino al fiume Weser da cui prende il nome.
Ospita al suo interno un ristorante e, dal 2004 anche il Wuseum, un museo che raccoglie molti cimeli della squadra. Nel 2008 è stato invece oggetto di numerosi lavori di ammodernamento; fra questi figurano il rifacimento della copertura e la posa di pannelli solari oltre alla ricostruzione delle curve, che fanno assumere al Weserstadion l'attuale forma rettangolare.

## Società

### Sponsor
La società ha avuto i seguenti sponsor:
| Cronologia degli sponsor tecnici - 1981-2000 Puma - 2000-2009 Kappa - 2009-2018 Nike - 2018- Umbro | Cronologia degli sponsor ufficiali - 1971-1974 Land Bremen - 1976-1978 Norda - 1978-1981 Pentax - 1981-1984 Olympia - 1984-1986 Trigema - 1986-1992 Portas - 1992-1997 dbv-Winterthur - 1997-2000 o.tel.o - 2000-2001 QSC - 2002-2004 Reno - 2004-2006 KiK - 2006-2007 bwin - 2007-2012 Citibank / Targobank - 2012- Wiesenhof |

### Impegno nel sociale
È attiva la Werder Bremen Stiftung, che ha come compiti tra gli altri la promozione dello sport, la prevenzione della violenza e l'istruzione.

### Altre sezioni della società
Il Werder Brema è una società polisportiva. Oltre al calcio, di cui è presente anche la sezione femminile, esistono altri dipartimenti; questi sono pallamano, atletica leggera, scacchi, ping pong e ginnastica.

## Allenatori e presidenti
Tra gli allenatori del Werder ci sono da segnalare sicuramente Otto Rehhagel e Thomas Schaaf: ciascuno dei due è rimasto consecutivamente in panchina per ben più di un decennio, ed insieme hanno vinto la quasi totalità dei titoli conquistati dal clb nel dopoguerra.
Dal 1963, anno di nascita della Bundesliga, gli allenatori del club sono stati:
- 1963-1965  Willi Multhaup
- 1965-1967  Günter Brocker
- 1967-1968  Günter Brocker (01 lug.-04 set.)
 Fritz Langner (05 set.-30 giu.)
- 1968-1969  Fritz Langner
- 1969-1970  Fritz Rebell (01 lug.-16 mar.)
 Hans Tilkowski (17 mar.-30 giu.)
- 1970-1971  Robert Gebhardt
- 1971-1972  Robert Gebhardt (01 lug.-26 set.)
 Willi Multhaup (27 set.-24 ott.)
 Sepp Piontek (25 ott.-30 giu.)
- 1972-1975  Sepp Piontek
- 1975-1976  Herbert Burdenski (01 lug.-28 feb.)
 Otto Rehhagel (29 feb.-30 giu.)
- 1976-1977  Hans Tilkowski
- 1977-1978  Hans Tilkowski (01 lug.-19 dic.)
 Fred Schulz,  Rudi Assauer (20 dic.-30 giu.)
- 1978-1979  Wolfgang Weber
- 1979-1980  Wolfgang Weber (01 lug.-29 gen.)
 Fritz Langner,  Rudi Assauer (30 gen.-01 apr.)
- 1980-1981  Kuno Klötzer (01 lug.-31 dic.)
 Otto Rehhagel (02 apr.-30 giu.)
- 1981-1995  Otto Rehhagel
- 1995-1996  Aad de Mos (01 lug.-09 gen.)
 Hans-Jürgen Dörner (14 gen.-30 giu.)
- 1996-1997  Hans-Jürgen Dörner
- 1997-1998  Hans-Jürgen Dörner (01 lug.-20 ago.)
 Wolfgang Sidka (21 ago.-30 giu.)
- 1998-1999  Wolfgang Sidka (01 lug.-21 ott.)
 Felix Magath (22 ott.-09 mag.)
 Thomas Schaaf (10 mag.-30 giu.)
- 1999-2012  Thomas Schaaf
- 2012-2013  Thomas Schaaf (01 lug.-14 mag.)
 Wolfgang Rolff (15 mag.-30 giu.)
- 2013-2014  Robin Dutt
- 2014-2015  Robin Dutt (01 lug.-25 ott.)
 Viktor Skrypnyk (26 ott.-30 giu.)
- 2015-2016  Viktor Skrypnyk
- 2016-2017  Viktor Skrypnyk (01 lug.-17 set.)
 Alexander Nouri (18 set.-30 giu.)
- 2017-2018  Alexander Nouri (01 lug.-29 ott.)
 Florian Kohfeldt (30 ott.-30 giu.)
- 2018-2020  Florian Kohfeldt
- 2020-2021  Florian Kohfeldt (01 lug.-16 mag.)
 Thomas Schaaf (16 mag.-30 giu.)
- 2021-2022  Markus Anfang (01 lug.-20 nov.)
 Danijel Zenkovic (ad interim)
 Ole Werner (3 dic.-30 giu.)
- 2022-  Ole Werner

## Calciatori

### Vincitori di titoli
Campioni del mondo
- Horst-Dieter Höttges (Germania Ovest 1974)
- Karl-Heinz Riedle (Italia 1990)
- Günter Hermann (Italia 1990)

Campioni d'Europa

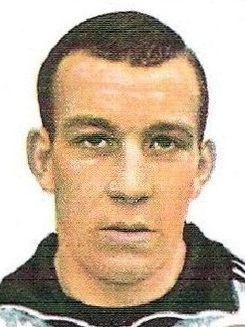
Horst-Dieter Höttges

- Oliver Reck (Inghilterra 1996)
- Marco Bode (Inghilterra 1996)
- Mario Basler (Inghilterra 1996)
- Dieter Eilts (Portogallo 2004)
- Angelos Charisteas (Portogallo 2004)

Campioni del Sudamerica
- Naldo (Venezuela 2007)
- Diego (Venezuela 2007)

### Altri riconoscimenti individuali
- Calciatore tedesco dell'anno: 2

 Rudi Völler: (1983)
 Miroslav Klose: (2006)

Karl-Heinz Riedle

- Calciatore austriaco dell'anno: 1

 Andreas Herzog: (1992)
- Calciatore finlandese dell'anno: 2

 Pasi Rautiainen: (1982)
 Petri Pasanen: (2008)
- Calciatore oceaniano dell'anno: 3

 Wynton Rufer: (1989, 1990, 1992)
- Calciatore svizzero dell'anno (ASF/SFV): 1

 Raphaël Wicky: (1998)
- Calciatore ungherese dell'anno: 1

 Krisztián Lisztes: (2002)
- Capocannonieri della Bundesliga: 4

 Rudi Völler: (1983)
 Mario Basler: (1995)
 Aílton: (2004)
 Miroslav Klose: (2006)
- Capocannoniere della Champions League: 1

 Wynton Rufer: (1994)
- Capocannoniere della Coppa UEFA: 1

 Karl-Heinz Riedle: (1990)
- Scarpa d'oro del campionato mondiale: 1

 Miroslav Klose: (Germania 2006)

## Palmarès

### Competizioni nazionali
- Campionato tedesco: 4

1964-1965, 1987-1988, 1992-1993, 2003-2004
- Coppa di Germania: 6

1960-1961, 1990-1991, 1993-1994, 1998-1999, 2003-2004, 2008-2009
- Supercoppa di Germania: 3

1988, 1993, 1994
- Coppa di Lega tedesca: 1

2006
- Zweite Bundesliga: 1

1980-1981

### Competizioni regionali
- Gauliga Niedersachsen: 4

1933-1934, 1935-1936, 1936-1937, 1941-1942

### Competizioni giovanili
- Under-19 Bundesliga: 1

1998-1999

### Competizioni internazionali
- Coppa delle Coppe: 1  (record tedesco a pari merito con Amburgo, Bayern Monaco, Borussia Dortmund e Magdeburgo)

1991-1992
- Coppa Intertoto UEFA: 1

1998
- Coppa Intertoto: 3

1979, 1981, 1985

## Statistiche e record

### Partecipazione ai campionati e ai tornei internazionali

#### Campionati nazionali
Alla stagione 2025-2026 il Werder è la squadra con più partecipazioni alla Bundesliga, insieme al Bayern Monaco.
Dalla stagione 1933-1934 alla stagione 2025-2026 compresa, la squadra ha partecipato a:
| Livello | Categoria             | Partecipazioni | Debutto   | Ultima stagione | Totale |
| ------- | --------------------- | -------------- | --------- | --------------- | ------ |
| 1º      | Gauliga Niedersachsen | 11             | 1933-1934 | 1943-1944       | 88     |
| 1º      | Oberliga Nord         | 16             | 1945-1946 | 1962-1963       | 88     |
| 1º      | Bundesliga            | 61             | 1963-1964 | 2025-2026       | 88     |
| 2º      | 2. Fußball-Bundesliga | 2              | 1980-1981 | 2021-2022       | 2      |

#### Partecipazione alle coppe europee
Il club ha vinto la Coppa delle Coppe 1991-1992 battendo nella finale di Lisbona il Monaco, e la Coppa Intertoto 1998. Ha disputato anche la doppia finale di Supercoppa UEFA 1992, ma è stato battuto dal Barcellona. Da segnalare anche il raggiungimento della finale della Coppa UEFA 2008-2009, dove è stato sconfitto dallo Šachtar, e la semifinale della Coppa UEFA 2006-2007, quando a passare il turno è stato l'Espanyol. Per quanto riguarda il cammino nella Champions League, il club è arrivato in due occasioni agli ottavi di finale.
Alla stagione 2024-2025 il club ha ottenuto le seguenti partecipazioni ai tornei internazionali:
| Categoria                                | Partecipazioni | Debutto   | Ultima stagione |
| ---------------------------------------- | -------------- | --------- | --------------- |
| Coppa dei Campioni/UEFA Champions League | 9              | 1964-1965 | 2010-2011       |
| Coppa delle Coppe                        | 4              | 1961-1962 | 1994-1995       |
| Supercoppa UEFA                          | 1              | 1992      | 1992            |
| Coppa UEFA/UEFA Europa League            | 16             | 1982-1983 | 2009-2010       |
| Coppa Intertoto UEFA                     | 5              | 1996      | 2003            |

#### Statistiche nelle competizioni UEFA
Tabella aggiornata alla fine della stagione 2020-2021.
| Competizione                  | Partecipazioni | G  | V  | N  | P  | RF  | RS  |
| ----------------------------- | -------------- | -- | -- | -- | -- | --- | --- |
| UEFA Champions League         | 9              | 66 | 27 | 14 | 25 | 109 | 97  |
| Coppa delle Coppe             | 4              | 21 | 11 | 3  | 7  | 39  | 22  |
| Coppa UEFA/UEFA Europa League | 16             | 99 | 46 | 25 | 28 | 216 | 120 |
| Coppa Intertoto               | 1              | 6  | 5  | 1  | 0  | 18  | 4   |
| Supercoppa UEFA               | 1              | 2  | 0  | 1  | 1  | 2   | 3   |

### Statistiche individuali
Per quanto riguarda le competizioni internazionali, Torsten Frings è il giocatore con più presenze totali, 87, mentre Claudio Pizarro è il miglior marcatore, avendo realizzato fino a questo momento 29 reti con la maglia del club.
Vengono riportati di seguito i calciatori per numero di presenze e gol con la maglia del Werder Brema:
| Record di presenze I primi dieci giocatori per numero di presenze: - 462 Dieter Burdenski (1972-1988) - 456 Dieter Eilts (1985-2002) - 446 Torsten Frings (1996-2002; 2005-2011) - 445 Marco Bode (1989-2002) - 428 Miroslav Votava (1985-1997) - 425 Horst-Dieter Höttges (1964-1978) - 405 Oliver Reck (1985-1998) - 371 Frank Neubarth (1982-1996) - 368 Karl-Heinz Kamp (1970-1984) - 361 Thomas Wolter (1984-1998) | Record di gol I primi dieci giocatori per numero di gol: - 152 Claudio Pizarro (1999-2001; 2008-2012; 2015-2017; 2018-2020) - 119 Marco Bode (1989-2002) - 111 Frank Neubarth (1982-1996) - 103 Rudi Völler (1982-1987) - 92 Aílton (1998-2004) - 85 Wynton Rufer (1989-1995) - 73 Norbert Meier (1980-1990) - 70 Uwe Reinders (1977-1985) - 70 Arnold Schütz (1960-1972) - 68 Werner Görts (1966-1978) |

### Statistiche di squadra
Nelle competizioni europee il Werder Brema ha ottenuto contro gli ucraini del Metalurh Donec'k la miglior vittoria in assoluto, un 8-0 nel ritorno del primo turno della Coppa UEFA 2002-2003, mentre la peggior sconfitta è il 7-2 esterno rimediato contro i francesi del Lione nel ritorno degli ottavi della UEFA Champions League 2004-2005.

## Tifoseria

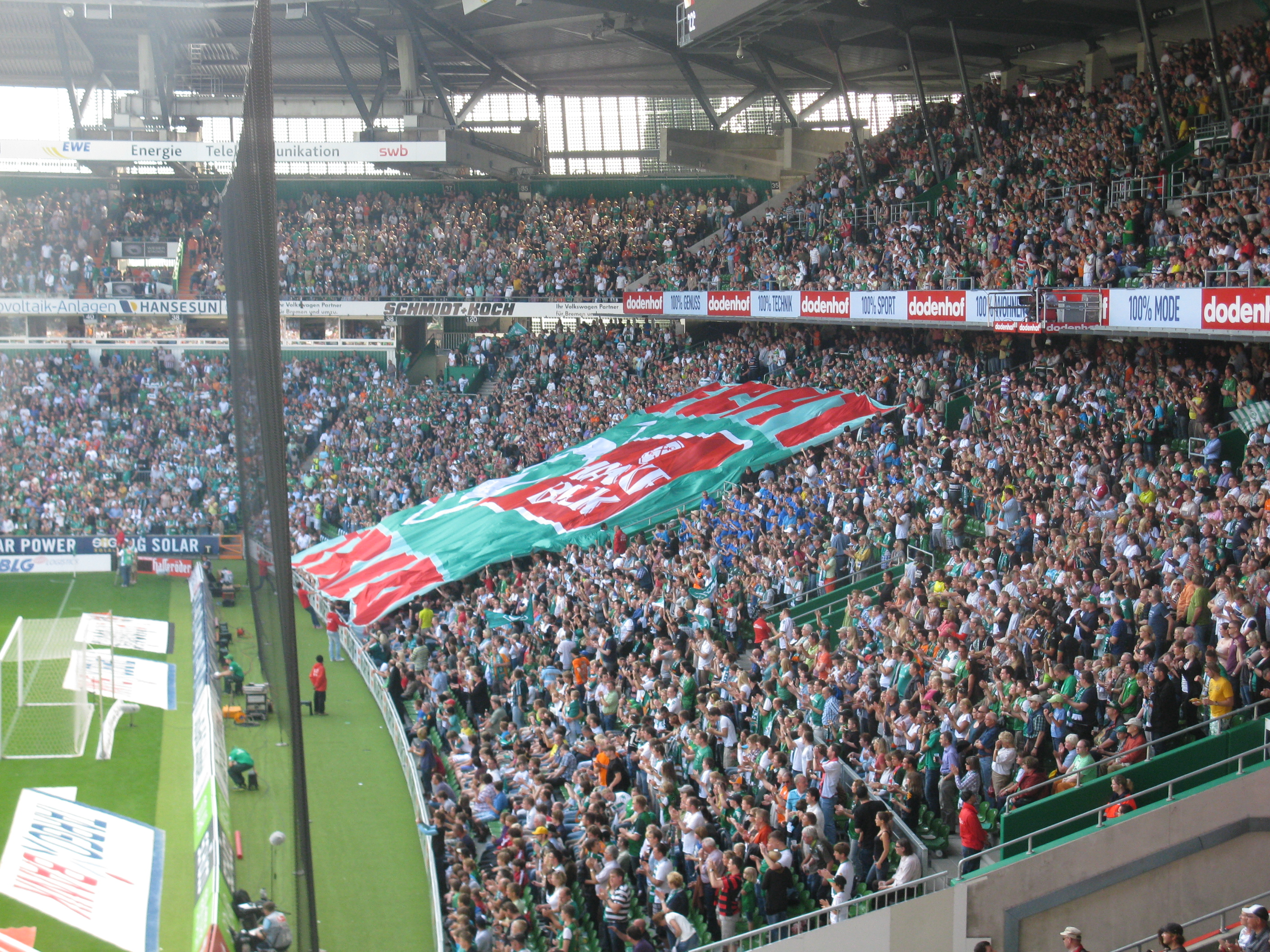
Tifosi nella Westkurve.

### Gemellaggi e rivalità
La principale rivalità è nei confronti dell'Amburgo, il cosiddetto Nordderby: le due squadre si incontravano regolarmente anche prima della nascita della Bundesliga, nell'Oberliga Nord. Invece un incontro tra Werder e Amburgo al di fuori dei confini nazionali si è svolto nella semifinale della Coppa UEFA 2008-2009, e ha visto prevalere proprio i bianco-verdi.
I tifosi del Werder hanno invece rapporti di amicizia con alcuni gruppi ultras del Cosenza, dello Sturm Graz, dell'Hapoel Katamon G. e dei connazionali del St. Pauli.

## Organico

### Rosa 2025-2026
Rosa aggiornata al 23 luglio 2025.
| N. |                       | Ruolo | Calciatore           |
| -- | --------------------- | ----- | -------------------- |
| 3  | Germania (bandiera)   | D     | Anthony Jung         |
| 4  | Germania (bandiera)   | D     | Niklas Stark         |
| 5  | Germania (bandiera)   | D     | Amos Pieper          |
| 6  | Danimarca (bandiera)  | C     | Jens Stage           |
| 7  | Germania (bandiera)   | A     | Marvin Ducksch       |
| 8  | Germania (bandiera)   | C     | Mitchell Weiser      |
| 9  | Portogallo (bandiera) | A     | André Silva          |
| 10 | Germania (bandiera)   | C     | Leonardo Bittencourt |
| 11 | Germania (bandiera)   | A     | Justin Njinmah       |
| 13 | Serbia (bandiera)     | D     | Miloš Veljković      |
| 14 | Belgio (bandiera)     | C     | Senne Lynen          |
| 15 | Scozia (bandiera)     | C     | Oliver Burke         |
| 17 | Austria (bandiera)    | A     | Marco Grüll          |

| N. |                      | Ruolo | Calciatore        |
| -- | -------------------- | ----- | ----------------- |
| 19 | Germania (bandiera)  | D     | Derrick Köhn      |
| 20 | Austria (bandiera)   | C     | Romano Schmid     |
| 22 | Argentina (bandiera) | D     | Julián Malatini   |
| 25 | Germania (bandiera)  | P     | Markus Kolke      |
| 27 | Germania (bandiera)  | D     | Felix Agu         |
| 28 | Francia (bandiera)   | C     | Skelly Alvero     |
| 29 | Germania (bandiera)  | A     | Nick Woltemade    |
| 30 | Germania (bandiera)  | P     | Mio Backhaus      |
| 32 | Austria (bandiera)   | D     | Marco Friedl      |
| 33 | Germania (bandiera)  | C     | Abdenego Nankishi |
| 35 | Germania (bandiera)  | C     | Leon Opitz        |
| 39 | Croazia (bandiera)   | C     | Patrice Covic     |
| 42 | Germania (bandiera)  | A     | Keke Topp         |
|    | Belgio (bandiera)    | A     | Samuel Mbangula   |

### Staff tecnico
- Ole Werner – Allenatore
- Thomas Cichon – Allenatore in 2ª
- Patrick Kohlmann – Allenatore in 2ª
- Hannes Drews – Allenatore in 2ª
- Axel Dörrfuß – Preparatore atletico
- Christian Vander – Preparatore portieri
- Andreas Marlovits – Medico sociale